# Hosokawa
Ród Hosokawa (jap. 細川氏 Hosokawa-shi) − japoński klan wojowników i samurajów. 
Wywodził się od cesarza Seiwa (850-880) i odgałęzienia rodu Minamoto (poprzez klan Ashikaga). 
Za czasów siogunatu Ashikaga, ród Hosokawa posiadał w administracji wielu prominentnych urzędników, a w okresie Edo stał się jednym z największych posiadaczy ziemskich w Japonii. W czasach współczesnych jeden z potomków rodu, Morihiro Hosokawa, został wybrany premierem Japonii (9/9/1993–28/4/1994).